# Scytodes cubensis
Scytodes cubensis är en spindelart som beskrevs av Alayón 1977. Scytodes cubensis ingår i släktet Scytodes och familjen spottspindlar. Inga underarter finns listade i Catalogue of Life.